# Federico Ughi
Federico Ughi (* 11. Oktober 1972 in Rom) ist ein italienischer Jazz- und Improvisationsmusiker (Schlagzeug, Stimme, Sampling).

## Leben und Wirken
Ughi wuchs in Rom auf und lernte als Kind Blockflöte und Gitarre, bevor er mit zwölf Jahren zum Schlagzeug wechselte. Nachdem er in Italien mit eigenen Bands gearbeitet hatte, zog er 1993 nach London, wo er Unterricht bei Paul Bley hatte. Mit dem Trio des Baritonsaxophonisten Matthew F. Morris entstanden 1998 erste Aufnahmen (Unspecifications) und sein Debütalbum The Space Within (Slam). 2000 zog er nach New York, wo er seitdem in der dortigen Jazz- und Improvisationsszene arbeitet, u. a. mit William Parker, Daniel Carter, Ras Moshe, Kirk Knuffke, DJ Food, Steve Dalachinsky, Chris Welcome und Phil Durrant. Außerdem leitet er ein eigenes Quartett und das Ensemble Songs for Four Cities, mit denen er mehrere Alben vorlegte. Im Bereich des Jazz war er zwischen 1998 und 2018 an 38 Aufnahmesessions beteiligt.

## Diskographische Hinweise
- Transoceanico (2019), mit Adam Lane und Rachel Musson
- Daniel Carter, Adriana Camacho, Federico Ughi: Trabajadores de Energia (2023)
- Infinite Cosmos Calling You You You, Vol. 1 (577 Records,2024), mit Leo Genovese, Brandon Lopez
- Michael Sarian, Matthew Putman, Ledian Mola, Federico Ughi: The Sea, The Space, and Egypt, Vol. 1 (577 Records, 2024)